# Pallatanga (canton)
Pallatanga est un canton d'Équateur situé dans la province de Chimborazo.